# NGC 1118
NGC 1118 је лентикуларна галаксија у сазвежђу Еридан која се налази на NGC листи објеката дубоког неба.
Деклинација објекта је - 12° 9' 50" а ректасцензија 2h 49m 58,7s. Привидна величина (магнитуда) објекта NGC 1118 износи 13,2 а фотографска магнитуда 14,2. NGC 1118 је још познат и под ознакама MCG -2-8-11, IRAS 02475-1222, PGC 10748.